# 조밀 육방 격자

조밀 육방 격자

조밀 육방 격자(Hexagonal Close Packed lattice ; HCP)는 육각 기둥 상하 면의 각 꼭짓점과 그 중심에 한 개씩의 원자가 존재하고, 또한 육각기둥을 구성하는 6개의 삼각 기둥 중에서 1개씩 건너 띄어서 삼각 기둥의 중심에 1개의 원자가 배열된 결정 구조이다.

## 결정 구조
- Mg, Ti, Zn, Cd, Zr, Co, Be, Ce, Hg,Gd(전연성이 낮고 용융점이 높다).

## 같이 보기
- 체심 입방 격자
- 면심 입방 격자